# Myotis fimbriatus
Myotis fimbriatus — вид рукокрилих роду Нічниця (Myotis).

## Поширення, поведінка
Країни проживання: Китай, Гонконг. Це вид печерних кажанів.